# Wilhelm Heinrich Adolf von Kalckreuth
Wilhelm Heinrich Adolph von Kalckreuth (* 15. April 1735 in Schwedt/Oder; † 21. Dezember 1811 in Gut Siegersdorf bei Elbing) war ein preußischer Generalleutnant.

## Leben

### Herkunft
Wilhelm Heinrich Adolf entstammte dem Adelsgeschlecht Kalckreuth. Er war Sohn des preußischen Oberst und Kommandanten von Emden Ernst Georg von Kalckreuth (1690–1763) und dessen Ehefrau Anna Juliane, geborene von Stoessel († 1779 in Emden).

### Militärkarriere
Kalckreuth wurde bereits 1747 Fähnrich im Garnisonsregiment seines Vaters in Emden. Mit dem Regiment nahm er am Feldzug 1756/63 teil und kämpfte bei Roßbach, Leuthen, Hochkirch und Landshut. Zwischenzeitlich wurde Kalckreuth am 23. August 1758 zum Sekondeleutnant befördert. Als Premierleutnant folgte am 3. April 1763 seine Versetzung in das Infanterieregiment „Fouqué“ Nr. 33. Dort wurde er am 30. August 1765 Stabskapitän. Am Bayerischen Erbfolgekrieg 1778/79 nahm Kalckreuth mit seinem Regiment als Kapitän und Kompaniechef teil. Im weiteren Verlauf seiner Militärkarriere ernannte ihn der König dann am 29. Juli 1789 zum Kommandeur des Infanterieregiments „von Götzen“ Nr. 33. Zwei Jahre später zeichnete ihn Friedrich Wilhelm II. anlässlich der Revue bei Neiße am 26. August 1791 für seine langjährigen Verdienste mit dem Orden Pour le Mérite aus.
Im Jahr 1798 wurde er zum Generalmajor ernannt und Chef des Infanterieregiments „von Amaudruz“ Nr. 4, welches dann bis 1806 seinen Namen führte. Im Jahre 1806 wurde er noch zum Generalleutnant ernannt. Nach dem Frieden von Tilsit dimittierte Kalckreuth am 10. Oktober 1807 mit einer Pension von 1200 Talern und zog sich auf sein Gut Siegersdorf zurück, wo er auch verstarb.

### Familie
Kalckreuth hatte sich am 25. September 1785 in Glatz mit Dorothea von Strauss (* 1754; † 24. Februar 1810 in Elbing), der Witwe des österreichischen Artilleriehauptmanns Feuser verheiratet. Seine Stiefkinder Johann Heinrich (* 29. Januar 1770 in Glatz; † 23. Juni 1852) (heiratet 1809 Luise Helene Fischer (1781–1849)) und Helene von Feuser (* 1778) wurden am 29. September 1800 zu Berlin in den preußischen Adelsstand als von Kalckreuth erhoben. Helene heiratet später den Offizier Ernst von Collrepp. Er hat mit seiner Frau noch zwei weitere Söhne und drei Töchter, darunter:
- Wilhelmine Elisabeth (* 6. November 1817; † 29. September 1896) ⚭ Friedrich Moll, preußischer Sanitätsrat
- Aldolphie Sophie Caroline (* 5. September 1819)